# Leština, Šumperk
Leština là một làng thuộc huyện Šumperk, vùng Olomoucký, Cộng hòa Séc.